# کارن دورگاریان
کارن پایکاری دورگاریان (ارمنی: Կարեն Պայքարի Դուրգարյան؛ زادهٔ ۱۴ مارس ۱۹۶۹) رهبر ارکستر اهل ارمنستان است.

## زندگی‌نامه
وی در ۱۴ مارس ۱۹۶۹ در ایروان به دنیا آمد و از کنسرواتوار دولتی کومیتاس ایروان و کنسرواتوار سنت پیترزبورگ فارغ‌التحصیل گشت. وی برنده جوایزی همچون مدال موسس خورناتسی، مدال یادبود نخست‌وزیر ارمنستان و هنرمند افتخاری جمهوری ارمنستان است.